# کیوتاکا سوزوکی
کیوتاکا سوزوکی (انگلیسی: Kiyotaka Suzuki؛ زادهٔ ۱۹۷۹ (۴۵–۴۶ سال)) هنرمند داستان، و کارگردان انیمیشن اهل ژاپن است. وی از سال ۲۰۰۸ میلادی تاکنون مشغول فعالیت بوده‌است.